# Jacobichorstraße (Stralsund)
Die Jacobichorstraße im Stadtgebiet Altstadt in Stralsund verbindet die Heilgeiststraße mit der Frankenstraße. Die Papenstraße und Langenstraße kreuzen die Jacobichorstraße. Die Jacobichorstraße gehört zum Kerngebiet des UNESCO-Welterbes Historische Altstädte Stralsund und Wismar.
Die Straße verläuft zwischen Heilgeiststraße und Papenstraße am Chor der St.-Jakobi-Kirche, was ihr ab 1869 auf gesamter heutiger Länge den Namen gab.
Das Haus Papenstraße 29 an der Ecke zur Papenstraße steht unter Denkmalschutz (siehe auch Liste der Baudenkmale in Stralsund).